# Manfred Beer
Manfred Beer (Altenberg, 2 dicembre 1953) è un ex biatleta tedesco.

## Palmarès

### Olimpiadi
- 1 medaglia:
  - 1 bronzo (Innsbruck 1976 nella staffetta 4x7,5 km)

### Mondiali
- 3 medaglie:
  - 2 ori (Hochfilzen 1978 nella staffetta 4x7,5 km; Ruhpolding 1979 nella staffetta 4x7,5 km)
  - 1 bronzo (Vingrom 1977 nella staffetta 4x7,5 km)